# 52 Broadway
Le 52 Broadway, anciennement connu sous le nom de Exchange Court Building ou Chemical Bank Building, est un immeuble de grande hauteur sur Broadway et Exchange Place dans le quartier financier de Lower Manhattan, à New York. Le bâtiment a été construit à l'origine avec 12 étages en 1898 par les architectes Clinton & Russell, mais il a été vidé et dépouillé de toute sa façade en 1980-1982 par Emery Roth & Sons. Il fait maintenant 67 mètres de hauteur et compte 20 étages.  

## Locataires
En septembre 1903, la Consolidated National Bank a conclu un bail de cinq ans sur environ 2 500 pieds carrés de rez-de-chaussée à l'Exchange Court Building, qui était situé à l'angle de Broadway et d'Exchange Place. 
Le cabinet d'architectes navals Gielow & Orr avait son siège dans le bâtiment au début du 20e siècle  . La Fédération unie des Enseignants a actuellement son siège dans le bâtiment . 